# Police Interceptors
Police Interceptors (literalmente, interceptores de policía) es un programa de televisión británico de formato reality que acompaña el trabajo de las unidades de policía de élite en el Reino Unido. Hasta la fecha, se han transmitido 17 temporadas, siguiendo a los servicios de policía de Essex, South Yorkshire, Derbyshire, Cumbria, Lincolnshire, Durham y Cleveland, Cheshire y West Yorkshire.
En la actualidad, sigue el trabajo del equipo de la patrulla de caminos de la Policía de West Yorkshire. El documental ha sido transmitido por Channel 5 desde el primer episodio el 9 de mayo de 2008. El programa es producido por los mismos productores de la antigua serie de Sky Road Wars.

## Historia
Las primeras tres temporadas siguen a un equipo de intercepción para reconocimiento automático de matrículas (también conocido como ANPR) de la Policía de Essex. primera temporada comenzó el 9 de mayo de 2008, siendo transmitida por Channel 5,y se prolongó durante seis semanas con un episodio de adicional. La segunda temporada comenzó el 10 de octubre de 2008 y duró doce semanas con dos episodios de adicionales. La tercera temporada comenzó a emitirse el 7 de junio de 2010 en Five durante 15 episodios.
La cuarta tirada comenzó el 13 de junio de 2011, continuando en Channel 5 y viajó con la Unidad de Delitos Viales de la Policía de South Yorkshire durante 8 semanas.
La serie continuo en enero de 2012, esta vez siguiendo a la Unidad de Policía de Carreteras de la Policía de Derbyshire. 
La quinta temporada, que consta de 10 episodios, comenzó el 28 de enero de 2013 y siguió a la Unidad de Policía de Carreteras de la Policía de Cumbria. Las temporadas 6, 7 y 8 duraron 10 episodios y siguieron el trabajo de la Policía de Carreteras de Lincolnshire y las Unidades de Operaciones Especiales. Las temporadas 9. 10 y 11 se basan en el trabajo de la Policía de Durham y las unidades de operaciones especializadas de la policía de Cleveland. La temporada 12 sigue el trabajo de la Unidad de Policía de Carreteras de la Policía de Cheshire.  Las temporadas 13 y 14 vieron a la Unidad de Operaciones Especiales de Durham y Cleveland regresar como anfitriones en septiembre de 2017.  La Temporada N° 14 nuevamente sigue a las Unidades de Operaciones Especializadas de la Policía de Durham y la Policía de Cleveland y comenzó a transmitirse  el 30 de abril de 2018.  Los interceptores  regresaron  a fines de 2018 y marzo de 2019, respectivamente, esta vez después de una nueva fuerza policial, la Unidad de Policía de Carreteras de West Yorkshire Police, así como otras Unidades de Operaciones Especializadas. Actualmente, se está emitiendo la temporada número 17, que observa el trabajo de las RPU de la policía de West Yorkshire el 16 de octubre de 2019.

## Protagonistas
La serie sigue a agentes de policía de todo el Reino Unido involucrados en persecuciones de automóviles de alta velocidad, persiguiendo  vehículos robados, conductores cometiendo exceso de velocidad y borrachos o bajo efectos de drogas. Utilizan vehículos policiales modificados con capacidad de alcanzar grandes velocidades para perseguir y cazar a los corredores que representan un peligro para el público. Los Interceptores también utilizan la tecnología de lectura de matrículas (ANPR) para detectar conductores sin seguro de automóvil, lo que a menudo resulta en una discusión con el conductor y la divulgación de otros delitos. Las persecuciones a menudo se entremezclan con incidentes alegres que involucran los descansos de comida del equipo, borrachos inofensivos y bromas en la estación de policía. El programa a menudo identifica a los oficiales por apodos humorísticos, sus años de servicio, gustos y aversiones. La mayoría de los incidentes son rastreados por oficiales uniformados , pero también se han presentado policías encubiertos en la serie.

### Enfoque
Los episodios se estructuran tras cuatro enfoques principales:
- Los equipos policiales que patrullan las carreteras.
- Equipos de respuesta rápida. Por lo general estos circulan en vehículos no identificables.
- Equipos de policía armada.
- Helícopteros policiales, que generalmente acuden a asistir a los equipos anteriormente mencionados.
- Unidades caninas.

## Temporadas
| Temporadas | Temporadas | N.º de episodios | N.º de episodios | Policía                                                                                  | Fecha de emisión                                                                           | Ref.   |
| ---------- | ---------- | ---------------- | ---------------- | ---------------------------------------------------------------------------------------- | ------------------------------------------------------------------------------------------ | ------ |
|            | 1          | 7                | 7                | Equipo de interceptores de ANPR de la Policía de Essex                                   | 9 de mayo de 2008 – 20 de junio de 2008                                                    | [ 8 ]  |
|            | 2          | 14               | 7                | Equipo de interceptores de ANPR de la Policía de Essex                                   | 10 de octubre de 2008 – 21 de noviembre de 200813 de febrero de 2009 – 20 de marzo de 2009 | [ 9 ]  |
|            | 3          | 15               | 15               | Equipo de interceptores de ANPR de la Policía de Essex                                   | 7 de junio de 2010 – 17 de septiembre de 2010                                              | [ 10 ] |
|            | 4          | 18               | 810              | Unidad especial de persecuciones de West YorkshireInspectoría de Derbyshire              | 3 de junio de 2011 – 1 de agosto de 201116 de enero de 2012 – 9 de julio de 2012           | [ 11 ] |
|            | 5          | 10               | 64               | Patrulla de caminos de la Inspectoría de Cumbria                                         | 28 de enero de 2013 – 4 de marzo de 20139 – 30 de septiembre de 2013                       | [ 12 ] |
|            | 6          | 10               | 10               | Operaciones Especiales y Patrulla de Autopistas de Lincolnshire                          | 27 de enero de 2014 – 7 de abril de 2014                                                   | [ 13 ] |
|            | 7          | 10               | 10               | Operaciones Especiales y Patrulla de Autopistas de Lincolnshire                          | 7 de julio de 2014 – 11 de septiembre de 2014                                              | [ 14 ] |
|            | 8          | 10               | 10               | Operaciones Especiales y Patrulla de Autopistas de Lincolnshire                          | 9 de febrero de 2015 – 20 de abril de 2015                                                 | [ 15 ] |
|            | 9          | 11               | 11               | Equipo de interceptores de alta velocidad de Durham, Operaciones Especiales de Cleveland | 14 de septiembre de 2015 - 28 de noviembre de 2015                                         | [ 16 ] |
|            | 10         | 12               | 12               | Equipo de interceptores de alta velocidad de Durham, Operaciones Especiales de Cleveland | 14 de marzo de 2016 – 30 de mayo de 2016                                                   | [ 17 ] |
|            | 11         | 12               | 12               | Equipo de interceptores de alta velocidad de Durham, Operaciones Especiales de Cleveland | 5 de septiembre de 2016 – 6 de febrero de 2017                                             | [ 18 ] |
|            | 12         | 12               | 12               | Patrulla de caminos de la Policía de Cheshire                                            | 20 de marzo de 2017 – 19 de junio de 2017                                                  | [ 19 ] |
|            | 13         | 12               | 12               | Equipo de interceptores de alta velocidad de Durham, Operaciones Especiales de Cleveland | 11 de septiembre de 2017 – 28 de noviembre de 2017                                         | [ 20 ] |
|            | 14         | 13               | 13               | Equipo de interceptores de alta velocidad de Durham, Operaciones Especiales de Cleveland | 30 de abril de 2018 – 22 de julio de 2018                                                  | [ 21 ] |
|            | 15         | 10               | 10               | Patrulla de Autopistas de West Yorkshire                                                 | 5 de noviembre de 2018 - 21 de enero de 2019                                               | [ 22 ] |
|            | 16         | 15               | 15               | Patrulla de Autopistas de West Yorkshire                                                 | 11 de marzo de 2019 – 24 de junio de 2019                                                  | [ 23 ] |
|            | 17         | 15               | 15               | Patrulla de Autopistas de West Yorkshire                                                 | 16 de octubre de 2019 – 11 de mayo de 2020                                                 | [ 24 ] |